# بنجامين وليم
بنجامين وليم (بالإنجليزية: Benjamin Hale)‏ (20 أغسطس 1983، هايوارد في الولايات المتحدة)؛ روائي أمريكي.